# Kondo-Kinzadi
Pour les articles homonymes, voir Kondo.
Kondo-Kinzadi, est une localité de la République démocratique du Congo, située dans la province du Bas-Congo.